# 小行星6537
小行星6537（6537 Adamovich）是一颗绕太阳运转的小行星，为主小行星带小行星。该小行星于1979年8月19日发现。

## 轨道参数
小行星6537的轨道半长轴为2.1782409 UA，离心率为0.196。
1. 1 2  . ssd.jpl.nasa.gov.   [2025-05-27]. （原始内容存档于2025-05-18） （英语）.